# Артынов, Михаил Григорьевич
Михаи́л Григо́рьевич Арты́нов (2 апреля 1853 — 29 июня 1913) — русский архитектор, гражданский инженер. Для художественного оформления своих зданий использовал преимущественно неорусский стиль, имитирующий московско-ярославскую архитектуру XVI—XVII вв. 

## Биография
Михаил Артынов родился в 1853 году, отец его был дворянином, выходцем из нежинских греков. Михаил в 19 лет поступил в Училище гражданских инженеров и закончил его в 1879 году с отличным аттестатом, получив звание гражданского инженера.
После окончания училища Михаил Артынов десять лет служил в Санкт-Петербурге, в 1889—1890 годах переехал в Харьков. Артынов оставил казенные должности и стал частным архитектором. В Харькове он участвовал в проектировании театра Ушинского.
Около 1895 года Артынов переезжает в Киев, который в те годы бурно строится. В 1896 году Артынов выполнил проект личного особняка по заказу Александра Бродского из семьи миллионеров-сахорозаводчиков — это здание на углу Садовой и Институтской улиц не сохранилось. Другой представитель этой семьи — Лев Бродский, поручил Артынову выполнить проект и руководить строительством бесплатной поликлиники для бедных детей на улице Бульварно-Кудрявской, 20, построенной в 1897—1898 годах. Зная о благотворительной цели этого объекта Артынов отказался от гонорара за проект, кроме этого несколько лет Михаил Артынов бесплатно выполнял обязанности техника при Киевском благотворительном обществе.
Также выполнил проект поликлиники для взрослых на Кадетском шоссе, 28 (теперь улица Черновола), в комплексе Больницы для чернорабочих, превращенной потом в Охматдет.
В 1899 году по заказу местного «Попечительства о народной трезвости» Михаил Артынов сделал проект Лукьяновского народного дома, который был открыт в конце 1902 года. В этом здании находились учреждения, которые были призваны отвлекать простых людей от пьянства: библиотека, чайная, вечерние классы. Кроме этого в большом зале читали популярные лекции и показывали спектакли. Здание выполнено в «русском» стиле и сохранилось до наших дней — располагается около Лукьяновской площади.
По проектам Артынова строили заметные общественные здания на улицах Пушкинской, Малой Житомирской, Софиевской. Артынов обзавелся особняком на Фундуклеевской (нынешней улице Хмельницкого), 60. В начале 1903 года были утверждены его чертежи благотворительной больницы имени Лихаревой для хронически больных детей. Строение прадставляло собой специальный двухэтажный больничный корпус с подвалом. Дом сохранился и расположен на нынешней Парковой дороге.

### Бриллиантовое дело
По собственной неосторожности Артынов угодил в неприятную историю, которая сильно ударила по его репутации. Лев Бродский — главный меценат и куратор строительства, который пожертвовал 60 тысяч рублей — даже был вынужден отстранить от реализации проекта Артынова и поручил дело архитектору Минкусу, а Михаил Артынов долгое время почти не занимался архитектурой.
В 1903 году началось следствие по так называемому «бриллиантовому делу». Годом ранее в Киев прибыл заведующий одесским отделением фирмы Фаберже некий Алан Гибсон, который пытался завлечь клиентов очень выгодными условиями. Для этого Гибсон продал мошенникам большую партию драгоценностей в кредит. Те, «купили» бриллианты и не спешили рассчитаться, а некоторые вообще подались в бега. Для отвода глаз аферисты обманом вовлекли в дело нескольких известных в Киеве людей. Одним из них был архитектор и домовладелец Артынов. Когда началось следствие и стало известно о какой-то причастности Артынова к делу, потенциальные заказчики Артынова предпочли не размещать у него заказов.
Только спустя пять лет, оправданный архитектор вернул доверие клиентов. Артынов успел ещё построить несколько крупных домов, — жилой флигель в стиле модерн во дворе здания по улице Хмельницкого, 72.
Но занять место среди самых высокооплачиваемых и востребованных архитекторов уже было тяжело — в Киеве работало новое поколение архитекторов.
Михаил Григорьевич Артынов умер в 1913-м и похоронен на Байковом кладбище.

## Семья
- брат Григорий Григорьевич Артынов (1860—1919) — винницкий городской архитектор.

## Сооружения в Киеве
- Лукьяновский народный дом — Дегтярёвская улица, 5.
- Доходный дом Снежко и Хлебниковой на Караваевской площади (ныне — Льва Толстого), 1899—1901
- Детская больница Общества оказания помощи больным детям (1897—1898) — Бульварно-Кудрявская улица, 20.
- Амбулатория при Больнице для чернорабочих — улица Черновола, 28.
- Флигель в стиле модерн во дворе здания по улице Хмельницкого, 72.
- Особняк на ул. Предславинская, 6.
- Собственный дом, улица Хмельницкого, 60.

## Галерея
- Собственный дом Артынова по ул. Фундуклеевской (ныне — Богдана Хмельницкого), 60, 1894;
- Детская больница Общества оказания помощи больным детям по ул. Бульварно-Кудрявской, 20, 1897—1898;
- Амбулатория при Больнице для чернорабочих на Кадетском шоссе (ныне — Вячеслава Черновола, 28/1, 1899–1901;
- Доходный дом Снежко и Хлебниковой на Караваевской площади (ныне — Льва Толстого), 1899—1901;
- Лукьяновский народный дом по ул. Дегтярёвской, 5, 1899–1902.